# Che Guevara

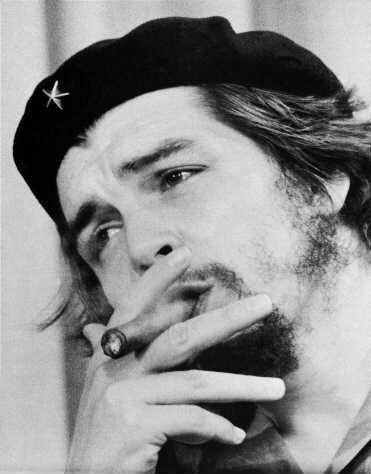
Guevara met een sigaar

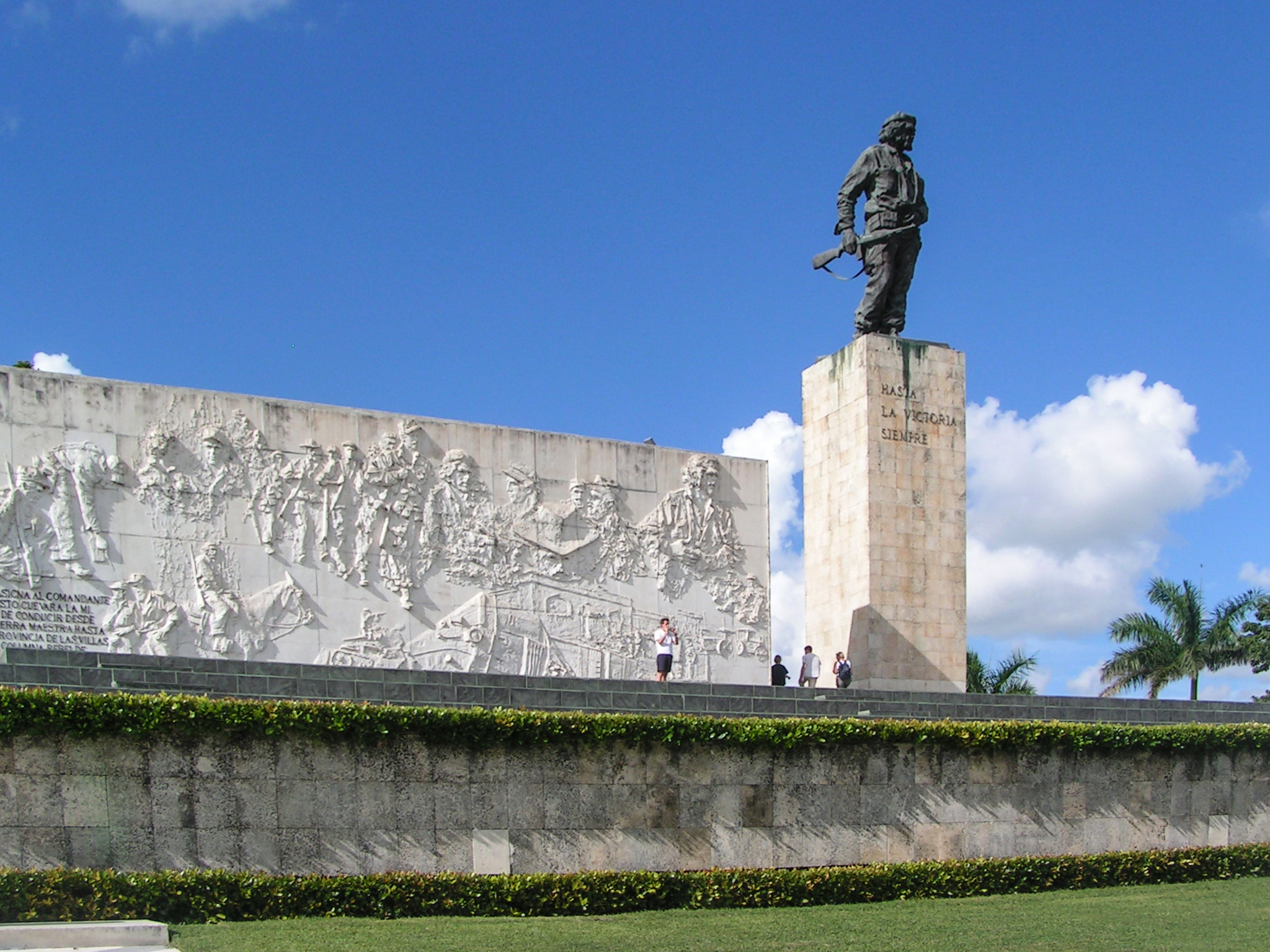
Het mausoleum van Guevara in Santa Clara

Ernesto Guevara (Rosario (Argentinië), 14 mei of 14 juni 1928 – La Higuera (Bolivia), 9 oktober 1967), beter bekend onder de naam Che Guevara, was een Argentijns marxistisch revolutionair en Cubaans guerrillaleider. De bijnaam Che (in het Spaans altijd met een bepaald lidwoord : "el Che", dus "de Che") kreeg hij gedurende zijn verblijf in Guatemala. In Latijns-Amerika wordt de kreet “Che” gebruikt om iemands aandacht te trekken; het kan vrij vertaald worden als vriend of maat. Zijn kameraden gaven hem deze bijnaam vanwege zijn veelvoudige gebruik van het stopwoord. “Che” wordt ook gebruikt als bijnaam voor iemand uit Argentinië.
Che Guevara was lid van Fidel Castro's revolutionaire Beweging van de 26ste juli, die in 1959 via een revolutie in Cuba aan de macht kwam. Na verscheidene posten in de nieuwe Cubaanse regering te hebben bekleed, verliet Guevara Cuba in 1966 om de revolutie in andere landen te verspreiden, eerst in de Democratische Republiek Congo en later in Bolivia. Op 8 oktober 1967 werd Guevara opgepakt tijdens een door de CIA georganiseerde militaire operatie van het Boliviaanse leger. Hoewel de CIA hem voor ondervraging in leven wilde houden, werd Guevara de dag na zijn gevangenname geëxecuteerd. In juli 1997 zijn de overblijfselen van Guevara en zes van zijn kameraden naar Cuba overgebracht en in oktober 1997 met militaire eer bijgezet in een mausoleum in Santa Clara.

## Biografie

### Jeugd
Ernesto “Che” Guevara groeit op als oudste van vijf kinderen van Ernesto Rafael Guevara Lynch en Celia de La Serna. De geboortedatum op zijn geboortebewijs is 14 juni 1928. Er wordt echter aangenomen, dat met deze datum is gemanipuleerd om het feit te verbergen dat de moeder van Guevara al drie maanden voor het huwelijk zwanger was. Zijn werkelijke geboortedatum was waarschijnlijk 14 mei 1928.
Als kind heeft Guevara het goed. Zijn vader is architect en heeft een goed inkomen. Ernesto heeft gedurende zijn hele leven veel problemen met zijn gezondheid. Tijdens zijn derde levensjaar krijgt hij last van een zware vorm van astma. Hij leest veel, zowel werken van schrijvers als Sigmund Freud, Charles Baudelaire, Karl Marx en Giovanni Boccaccio, als ook "lichtere" boeken zoals Robinson Crusoë en De drie musketiers. Als tiener is Guevara ook actief in verschillende sportverenigingen en speelt rugby. In 1948 besluit Guevara geneeskunde te gaan studeren aan de universiteit van Buenos Aires.

### Motorreis
In 1951 maakt Guevara samen met zijn vriend Alberto Granado (1923-2011), een biochemicus en politiek radicaal, een rondreis op de motor (een 500cc-Norton Model 18 bijgenaamd La Poderosa II ofwel De Machtige) door Latijns-Amerika. Het doel is om een paar weken als vrijwilliger te werken in de leprakolonie aan de Amazone in Peru. De reis, die meer dan een jaar duurt en meer dan 8000 km lang is, loopt van hun woonplaats Córdoba via Chili, Peru en Colombia naar Venezuela.
Gedurende deze tocht schrijft Guevara het dagboek Diarios de motocicleta, dat later in het Nederlands is uitgegeven onder de titel Op de motor door Latijns-Amerika en in 2004 verfilmd door Walter Salles, met Gael García Bernal in de hoofdrol.

### Guatemala
Na zijn afstuderen vertrekt hij in 1953 voor zijn tweede grote reis door Latijns-Amerika, waarbij hij door Bolivia, Peru, Ecuador, Panama, Costa Rica, Nicaragua en Honduras reist. Tijdens deze reis hoort Guevara dat de president van Guatemala, Jacobo Árbenz Guzmán, landhervormingen doorvoert. Aangetrokken door dit nieuws vertrekt hij naar Guatemala. Aangekomen in Guatemala stad zoekt hij, op aanraden van een wederzijdse kennis, Hilda Gadea Acosta, op, een Peruaanse econome die woont in Guatemala. Hilda, met wie hij later zou trouwen, heeft dankzij haar lidmaatschap van een socialistische beweging (APRA) de nodige politieke connecties en introduceert Guevara bij een aantal belangrijke overheidsdienaren van de regering-Árbenz.
Ook herstelt Guevara het contact met een groep Cubaanse bannelingen, die hij eerder in Costa Rica had ontmoet, onder wie Antonio “Nico” López, een deelnemer aan de mislukte aanval van Fidel Castro op de Moncadakazerne in Santiago de Cuba op 26 juli 1953. In deze periode krijgt Ernesto Guevara zijn beroemde bijnaam Che vanwege zijn veelvoudige gebruik van het stopwoord, dat "vriend" of "maat" betekent. Hij werd  vervolgens El Che Guevara genoemd, maar dit wordt op den duur afgekort tot Che. Verder wordt in Mexico een Argentijn vaak een che genoemd.
Van zeer dichtbij is Guevara getuige van een door de CIA opgezette, geslaagde staatsgreep tegen de regering van de gematigde Jacobo Árbenz Guzmán. Dit geeft Guevara het idee dat de Verenigde Staten altijd linkse regeringen zullen tegenwerken.

### Cubaanse Revolutie

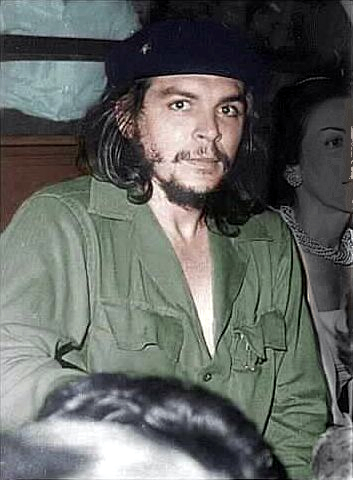
Guevara op 2 juni 1959

Na een tijdje in de Argentijnse ambassade in Guatemala te hebben verbleven, vertrekt Guevara naar Mexico waar hij zich aansluit bij de Cubaanse ballingen. Deze introduceren hem vervolgens bij Raúl Castro, de jongere broer van Fidel Castro, die hij enkele weken later ontmoet. Vrijwel meteen na de ontmoeting met Fidel wordt hij lid van Castro's Beweging van de 26ste juli. Op 25 november 1956 varen 82 Cubaanse strijders, onder wie Che, Raúl, en Fidel aan boord van het jacht Granma naar Cuba om een revolutie in gang te zetten. De landing van de guerrillero's op Cuba loopt uit op een grote mislukking. Een groot deel van de voorraad moet worden achtergelaten en vervolgens loopt de groep na een aantal dagen door een moeras gedwaald te hebben in een hinderlaag van het leger. Slechts 12 man hergroeperen zich later in de bergen van de Sierra Maestra.
In de Sierra Maestra bewapenen de rebellen zich en werven zij rekruten, vooral onder de boerenbevolking en de intellectuelen. Guevara wordt al snel benoemd tot de hoogste rang, comandante, en is als zodanig ook een van de vertrouwelingen van Castro. Hij wordt zowel gerespecteerd als gevreesd door andere rebellen. Gedurende de revolutie was Guevara onder meer verantwoordelijk voor de executie van informanten, deserteurs en spionnen in het revolutionaire leger.
Vijf jaar eerder had Guevara, als marxistische zwerver in Guatemala, gezien hoe het Guatemalteekse officierenkorps in opstand kwam tegen het democratische bestel van Jacobo Árbenz Guzmán. Guevara was beducht voor een herhaling in Cuba. Even belangrijk was de afschrikking die zijn bloedbad teweegbracht. Dit waren allemaal publieke terechtstellingen. De executies van deze verklikkers en folteraars, tot en met het genadeschot, afgevuurd vanaf vijf passen, waren eveneens publiek. Guevara stond erop dat zijn manschappen de familie en vrienden van de terechtgestelden moesten laten kijken naar de nasleep van het genadeschot.
Aan het einde van 1958 leidt Guevara de tweede colonne in de opmars naar Havana. Terwijl de derde colonne onder leiding van Camilo Cienfuegos door Camagüey en Las Villas optrekt voert de tweede colonne onder leiding van Guevara de aanval op een militaire troepentransporttrein in Santa Clara uit. Deze aanval leidt tot de verovering van Santa Clara en is een directe aanleiding tot de vlucht van dictator Batista uit Cuba en de machtsovername door Castro op 1 januari 1959.

### Na de revolutie

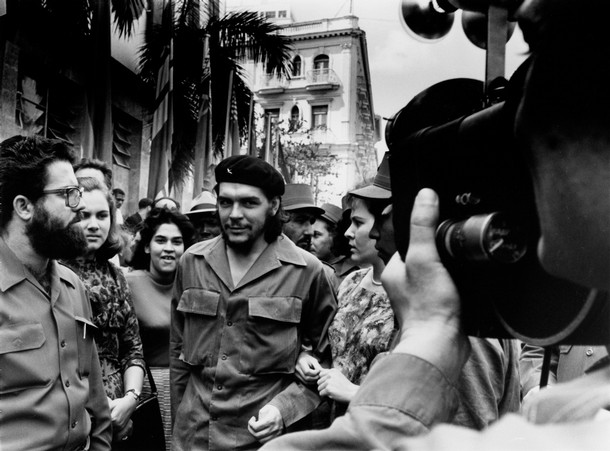
Guevara met zijn tweede vrouw Aleida March te Havana in 1960

Na de machtsovername werd Guevara een prominent lid van de nieuwe socialistische regering. Op 9 februari 1959 werd hem de Cubaanse nationaliteit toegekend. Kort hierna scheidde Guevara van zijn Peruaanse vrouw Hilda Gadea, met wie hij een dochter had. Later trouwde hij met Aleida March, een lid van Castro's beweging, met wie hij vier kinderen zou krijgen, waaronder Aleida Guevara.
In 1959 werd Guevara aangesteld als commandant van het militaire gevangenisfort La Cabaña. Gedurende zijn tijd hier gaf hij leiding aan de berechting en executie van talrijke leden van het regime van Batista, onder anderen de leden van geheime dienst BRAC. Volgens sommige bronnen werden minstens 156 mensen hiervan het slachtoffer, andere bronnen beweren meer dan 500.
Na dienstgedaan te hebben als commandant van het militaire gevangenisfort La Cabaña, gaf hij leiding aan het Nationale Instituut voor Agrarische Hervormingen en bekleedde daarna de functies van president van de Nationale Bank en minister van Industrie. Hier probeerde Guevara Cuba's kapitalistische agrarische economie om te vormen tot een planeconomie. Na in 1960 leiding te hebben gegeven aan de onderhandelingen over een handelsovereenkomst met de Sovjet-Unie, vertegenwoordigde Guevara Cuba op economische missies naar bondgenoten van de Sovjet-Unie in Afrika en Azië.
Guevara gaf mede richting aan het linkse, later ook pro-communistische pad van het Castro-regime. Als voorstander van de economische en sociale hervormingen die Castro's regering had doorgevoerd, werd hij in het westen vooral bekend vanwege zijn felle aanvallen op de buitenlandse politiek van de Verenigde Staten in Afrika, Azië en Latijns-Amerika.

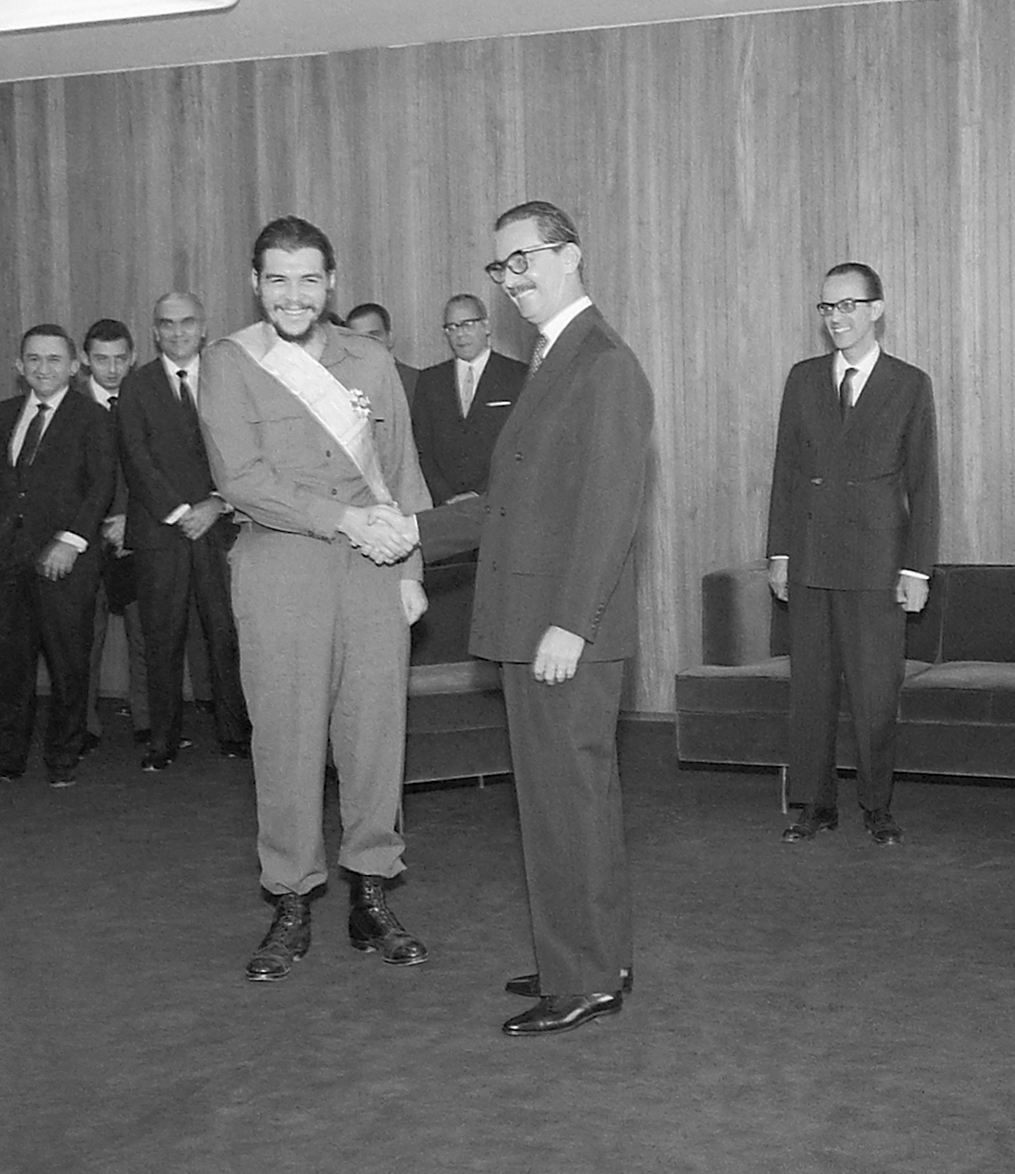
Braziliaanse president Jânio Quadros, in een controversiële actie, toekenning van de Orde van het Zuiderkruis aan Ernesto Che Guevara, 1961. Nationaal Archief van Brazilië.

Gedurende deze periode bepaalde hij mede Cuba's beleid en ontvouwde hij zijn eigen inzichten in toespraken, artikelen, brieven, essays en boeken. De belangrijkste daarvan zijn twee boeken over guerrilla warfare en socialistische ideologie.
Het boek El socialismo y el hombre en Cuba is een analyse van Cuba's nieuwe vorm van socialisme en communistische ideologie.
Het boek Guerrilla Warfare is lange tijd gezien als het standaardwerk voor asymmetrische oorlogsvoering in ontwikkelingslanden. Guevara geloofde dat een kleine groep opstandelingen, door gewelddadige acties tegen de overheid, “revolutionaire gevoelens” bij de boerenburgerbevolking kon opwekken. Hierdoor zou het niet nodig zijn om eerst een brede revolutionaire organisatie op te bouwen, in kleine stappen toewerkend naar een revolutie, alvorens een gewapende opstand te beginnen. Het falen van de op Cubaanse stijl gebaseerde revolutie in Bolivia, over het algemeen toegeschreven aan het gebrek aan draagvlak bij de bevolking, heeft er echter toe geleid dat deze strategie tegenwoordig als ineffectief wordt beschouwd.

### Vertrek uit Cuba
Wanneer Guevara op 14 maart 1965 na een rondreis van drie maanden door China, Egypte, Algerije, Ghana en Congo in Havana terugkeert, is dat zijn laatste publieke optreden van dat jaar. Na april is Guevara spoorloos verdwenen. Aangezien Guevara wordt gezien als de plaatsvervanger van Castro in Cuba leidt deze verdwijning tot talrijke nationale en internationale speculaties.
Gedwongen door de speculaties over de verdwijning van Guevara verkondigt Castro op 16 juni van dat jaar dat het volk geïnformeerd zal worden over zijn locatie zodra Guevara dat wenselijk acht.
Op 3 oktober van dat jaar openbaart Castro een ongedateerde afscheidsbrief, die hij enkele maanden daarvoor van Guevara zou hebben ontvangen. In deze brief verklaart Guevara zijn onvoorwaardelijke steun aan de Cubaanse Revolutie en kondigt tevens aan Cuba te verlaten om te gaan vechten in dienst van de revolutie. Hij schrijft dat “andere landen een beroep doen op zijn bescheiden kwaliteiten” en dat hij, zich “altijd identificerend met de wereldwijde revolutie”, heeft besloten om te vertrekken en te gaan vechten als guerrillero in verschillende delen van de wereld. In de brief dient Guevara zijn ontslag in voor alle posities die hij in de regering, de partij en het leger bekleedt, en doet hij afstand van de Cubaanse nationaliteit, die hem in 1959 als beloning voor zijn deelname aan de revolutie was verleend.
Tijdens een interview met vier buitenlandse correspondenten op 1 november merkt Castro op dat hij weet waar Guevara zich bevindt, maar dat hij deze locatie niet zal onthullen. Hij voegt eraan toe dat Guevara in uitstekende gezondheid verkeert en ontkent hiermee berichten dat hij zou zijn omgekomen.

#### Congo

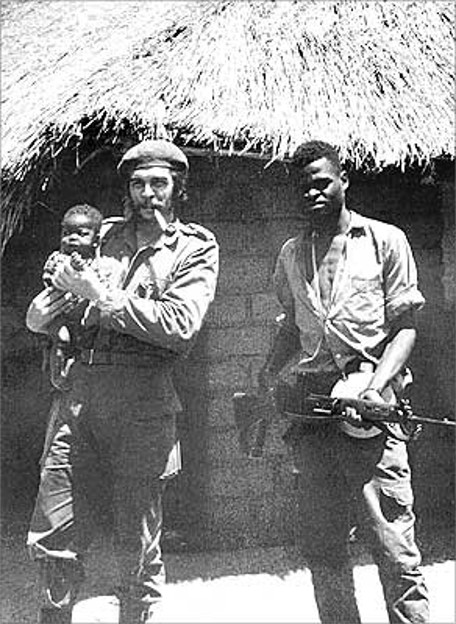
Guevara in Congo in 1965

In april 1965 vertrekt Guevara op aandringen van Castro naar Congo om daar leiding te geven aan de heimelijke Cubaanse operaties in Afrika. Cuba steunde de pro Lumumba Marxistische Simba-beweging in de Democratische Republiek Congo (het voormalige Belgisch-Congo).
Guevara ondersteunt in Congo het guerrillaleger van Laurent-Désiré Kabila. Dit rebellenleger wordt echter nooit een macht van enige betekenis.
Wanneer legergeneraal Mobutu Sese Seko aankondigt het buitenlandse huurlingenleger te ontmantelen, brokkelt de steun voor de revolutie in de omringende Afrikaanse landen af. Met name de houding van Tanzania maakt een succesvolle revolutie onmogelijk.
In november van dat jaar trekt Guevara zich terug met slechts een handvol overlevenden van de Cubaanse troepen.
Guevara verblijft drie maanden in de Cubaanse ambassade in Dar es Salaam, Tanzania. Castro verzoekt Guevara om terug te keren naar Cuba, maar omdat Castro net de afscheidsbrief van Guevara geopenbaard heeft, is dit voor Guevara niet langer een optie. Gedurende zijn verblijf in Dar es Salaam werkt Guevara aan zijn Congolese memoires. In deze memoires, Pasajes de la Guerra Revolucionaria (Congo), beschrijft Che zijn eigen tekortkomingen als revolutionair leider en concludeert dat werken onder de leiding van een getalenteerde revolutionair niet betekent dat je zelf een getalenteerd revolutionair leider bent.

#### Bolivia

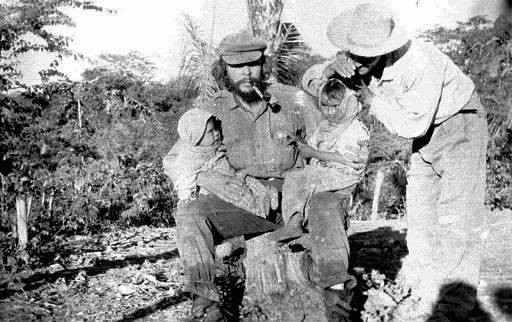
Guevara op het Boliviaanse platteland, vlak voor zijn dood in 1967

Na een aantal maanden in de Tsjechoslowaakse hoofdstad Praag te hebben verbleven, besluit Guevara om zijn strijd voort te zetten in Bolivia. Daar is de militair Barrientos dictator (1964-1969). Onder zijn regime werden leden van progressieve partijen en vakbondsactivisten op veelal brute wijze vervolgd. Opstanden in de mijnsteden werden in bloed gesmoord. Bijvoorbeeld het Bloedbad van San Juan op 24 juni 1967, waarbij minstens 20 mijnwerkers om het leven kwamen. Guevara keert in het geheim terug naar Cuba om daar de laatste voorbereidingen te treffen. Met een select gezelschap van Cubaanse guerrillastrijders (waaronder Juan Vitalio Acuña Núñez en Tamara “Tania” Bunke), vertrekt Guevara via Moskou, Praag en Wenen naar Bolivia waar hij op 3 november aankomt. Een stuk door de Boliviaanse communistische partij verworven jungle in de buurt van Nancahazu wordt ingericht als basis- en trainingskamp.
De ongeveer 50 guerrillero's boeken in maart 1967 enige successen in schermutselingen met het Boliviaanse leger in de bergachtige omgeving van Cameri. Ze proberen hun ervaringen uit het begin van de Cubaanse Revolutie over te brengen op de Bolivianen.
Guevara's verwachting dat er een revolutie zou komen berust op een aantal misvattingen van zijn kant. De verwachte steun van de Boliviaanse boerenbevolking blijft grotendeels achterwege, de Boliviaanse Communistische Partij weigert Guevara's troepen te ondersteunen en de militaire tegenstand is groter dan gedacht.
De Verenigde Staten besluiten om het Boliviaanse leger te ondersteunen in de strijd tegen Guevara's troepen in de vorm van instructeurs van de Special Forces en inlichtingenpersoneel van de CIA. Daarnaast helpt de CIA Cubaanse vluchtelingen met het opzetten van ondervragingslocaties voor die Bolivianen die ervan verdacht worden Guevara en zijn rebellen te ondersteunen. Sommige van deze Bolivianen worden door middel van marteling gedwongen tot het geven van informatie.
In het midden van 1967 worden de guerrillero's verder teruggedrongen. Tegen het einde van augustus wordt de rebellen een vernietigende slag toegebracht: de leiders van de tweede guerrillagroep, Juan Vitalio Acuña Núñez en Tamara Bunke, lopen in een hinderlaag van het Boliviaanse leger bij Vado de Puerto Mauricio en komen daarbij om het leven. Guevara blijft over met een groep van 14 man.
Na door een deserteur te zijn verraden wordt Guevara op 8 oktober in de buurt van La Higuera tijdens een patrouille overvallen door het Boliviaanse leger. Na een korte strijd raakt Guevara gewond aan zijn been en wordt overmeesterd. De Boliviaanse president René Barrientos geeft, na op de hoogte te zijn gebracht van Guevara's arrestatie, het bevel om Guevara onmiddellijk te executeren. De executie wordt uitgevoerd door de Boliviaanse onderofficier Mario Terán.
In 1997 worden de resten van Guevara's lichaam opgegraven en naar Cuba getransporteerd waar Guevara op 13 juli 1997 met een staatsbegrafenis wordt bijgezet in het mausoleum in Santa Clara.
Volgens regisseur Steven Soderbergh was Che zijn tijd 40 jaar vooruit in zijn denken over Bolivia. Immers, begin 2006 werd Evo Morales, een Boliviaans boerenleider, de eerste inheemse president van Bolivia.

## Persoonlijkheidscultus

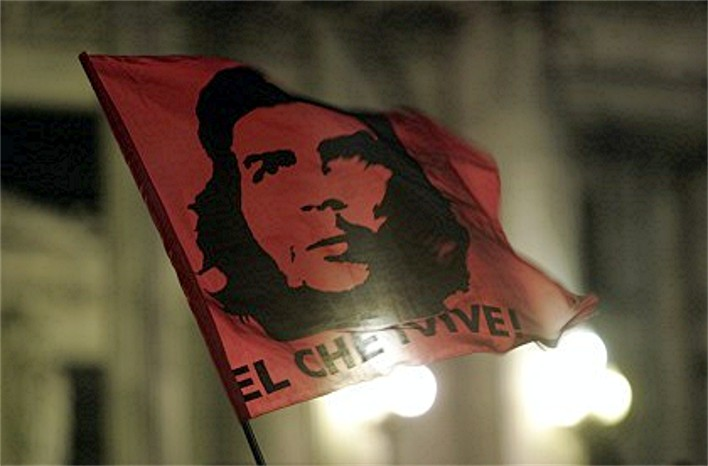
Vlag met gestileerde afbeelding van Che Guevara

Rond de persoon van Che Guevara is een persoonlijkheidscultus ontstaan die zijn grondslagen heeft op drie factoren, die logisch uit elkaar voortvloeiden. Ten eerste de foto van Alberto Korda, misschien wel de bekendste portretfoto. Deze foto, genomen op een begrafenis in Cuba in 1960, is pas in 1967, het jaar van Guevara's executie, uitgebracht. De verspreiding van deze foto heeft door de jaren heen voor een enorme bekendheid gezorgd. Er is ook een kleurendruk van de hand van de Ierse graficus Jim Fitzpatrick. Met zijn lange haren en baard alsmede zijn aansprekende profiel was Guevara een voor die tijd knappe en fotogenieke man. Zijn beeltenis als poster sierde de muren van menig jongen- en studentenkamer, soms zonder dat zijn achtergrond, zijn politieke visies en zijn daden bij de bewoner van de kamer bekend waren.
De tweede reden voor de persoonlijkheidscultus is zijn voortijdige dood, als gevolg van een executie. Hierdoor werd Guevara een icoon van de communistische revolutie en een symbool voor de strijder tegen onrecht, waarbij velen zijn daden als militair en voltrekker van executies afdeden als noodzakelijk. Zowel de communisten als de armen van Zuid-Amerika zagen in hem een soort Messias.
Tot slot speelde de hippiebeweging een belangrijke rol. De groeiende weerstand tegen de Vietnamoorlog en de roep om sociale veranderingen maakten de mensen gevoelig voor charisma en bovendien op zoek naar propagandamateriaal, of op z'n minst een icoon. Een vijand van de VS, geliquideerd door een door de CIA georganiseerde legereenheid was met het toenemende antiamerikanisme een geliefd symbool.
In de beeldvorming is Che Guevara's politieke betekenis ondergeschikt geraakt aan zijn sociale: men ziet hem als een cultfiguur. Zijn beeltenis is te vinden op allerlei voorwerpen, zoals ansichtkaarten, baseballpetjes, mokken, sokken, tassen, T-shirts en vlaggen.

## Films
- Che! (1969), regie Richard Fleischer, titelrol Omar Sharif
- Fidel (2002), met Patricia Velásquez
- Diarios de motocicleta (2004), regie Walter Salles
- Dí Buen Día A Papá (2004), regie Fernando Vargas Villazón
- De handen van Che Guevara (Las manos de Che Guevara, 2006), regie Peter de Kock
- "El Comandante" Ernesto Guevara → Het leven van een legende... (2001), documentaire
- Che - The Argentine (2008), regie Steven Soderbergh, titelrol Benicio del Toro
- Che - Guerrilla (2008), regie Steven Soderbergh, titelrol Benicio del Toro